# Лингвистическая переменная
Лингвистическая переменная — в теории нечётких множеств, переменная, которая может принимать значения фраз из естественного или искусственного языка.
Например, лингвистическая переменная «скорость» может иметь значения «высокая», «средняя», «очень низкая» и т. д.
Фразы, значение которых принимает переменная, в свою очередь являются именами нечетких переменных и описываются нечетким множеством.

## Математическое определение
Лингвистической переменной называется пятерка {\displaystyle \{x,T(x),X,G,M\}},
где {\displaystyle x} — имя переменной; {\displaystyle T(x)} — некоторое множество значений лингвистической переменной {\displaystyle x}, каждое из которых является нечеткой переменной на множестве {\displaystyle X}; {\displaystyle G} есть синтаксическое правило для образования имен новых значений {\displaystyle x}; {\displaystyle M} есть  семантическая процедура, позволяющая преобразовать новое имя, образованное  процедурой {\displaystyle G}, в нечеткую переменную (задать вид функции принадлежности), ассоциирует имя с его значением, понятием.
{\displaystyle T(x)} также называют базовым терм-множеством, поскольку оно задает минимальное количество значений, на основании которых при помощи правил {\displaystyle G} и {\displaystyle M} можно сформировать остальные допустимые значения лингвистической переменной. Множество {\displaystyle T(x)} и новые образованные при помощи {\displaystyle G} и {\displaystyle M} значения лингвистической переменной образуют расширенное терм-множество.

## Пример: нечёткий возраст
Рассмотрим лингвистическую переменную, описывающую возраст человека, тогда:
- {\displaystyle x}: «возраст»;
- Невозможно разобрать выражение (SVG (MathML можно включить с помощью плагина для браузера): Недопустимый ответ («Math extension cannot connect to Restbase.») от сервера «http://localhost:6011/ru.wikipedia.org/v1/»:): {\displaystyle X}
: множество целых чисел из интервала [0, 120];
- Невозможно разобрать выражение (SVG (MathML можно включить с помощью плагина для браузера): Недопустимый ответ («Math extension cannot connect to Restbase.») от сервера «http://localhost:6011/ru.wikipedia.org/v1/»:): {\displaystyle T(x)}
 — множество нечетких переменных, для каждого значения: «молодой», «зрелый», «старый», необходимо задать функцию принадлежности, которая задает информацию о том, людей какого возраста считать молодыми, зрелыми, старыми;
- {\displaystyle G}: «очень», «не очень». Такие добавки позволяют образовывать новые значения: «очень молодой», «не очень старый» и пр.
- {\displaystyle M}: математическое правило, определяющее вид функции принадлежности для каждого значения образованного при помощи правила {\displaystyle G}.